# Reederei Raab Karcher

Franz Daniel Bender sr., Mitbegründer und Gründer der Brauerei Bender Kaiserslautern (1849)

Die Reederei Raab Karcher wurde in Duisburg-Ruhrort als Tochtergesellschaft der in Kaiserslautern ansässigen Kohleneinkaufsgemeinschaft  Raab Karsch & Cie (1848), ab 1881 Raab Karcher  genannt, gegründet. Mitbegründer dieser Gesellschaft waren der Namensgeber Friedrich Carl Raab (1777–1854), Ernst Huber (1815–1895), der Kohlenhändler und Bierbrauer Franz Daniel Bender (1815–1881), Gründer der Brauerei Bender (1849) und der Frankentaler Zuckerfabrikant Heinrich Karcher (1808–1875) ab 1859.

## Geschichte
Bis 1872 wurde die Kohle mit der Eisenbahn transportiert. Nach der Gründung einer Zweigniederlassung in Straßburg durch Carl Huber (1848–1914), Sohn von Ernst Huber, und der Ausweitung des Kohlenhandels auf belgische und Ruhrkohle wurden gecharterte Binnenschiffe zum Transport verwendet. Ab 1880 begann der Aufbau einer eigenen Flotte der Reederei (1888). Durch Erweiterung des Absatzgebietes südlich von Mannheim benötigte die Reederei besonders flachgehende Schiffe für den Oberrhein. Carl Huber wurde weit über sein Unternehmen bekannt, als er sich für die Regulierung und Schiffbarmachung des Rheines bis Straßburg einsetzte, um ihn ganzjährig für immer größere Wasserfahrzeuge nutzbar zu machen.  Die ersten eigenen Schiffe waren drei Raddampfschlepper mit je 1000 PS und zwölf Frachtkähne mit je rund 1000 Tonnen Tragfähigkeit.
In den folgenden Jahren wurde die Flotte vergrößert und bestand 1914 aus neun Dampfschleppern und 41 Schleppkähnen mit zusammen 60.000 Tonnen Ladekapazität. Nach Übernahme der Reederei Paul Diesch 1927 und weiteren Neubauten wuchs der Schiffsbestand bis 1937 auf 15 Dampfschlepper, 115 Schleppkähne und 17 Motorgüterschiffe an. Durch Kriegseinwirkungen gingen bis 1945 viele Schiffe verloren, bereits ab 1950 wurde die Flotte modernisiert.
1957 ging das erste Schubboot mit 1200 PS in Fahrt, drei weitere Boote folgten bis 1962. Die Schubeinheiten wurden vorwiegend zum Erztransport Rotterdam-Duisburg eingesetzt. Der Schiffspark wuchs auf 88 Einheiten, vier Schubboote, zwölf Leichter, zwei Schlepper, zwölf Motorgüterschiffe und zwölf Tankschiffe. 1967 wurden die Schubflotte und die Motorgüterschiffe mit einer Gesamttragfähigkeit von 50000 Tonnen an die Thyssen-Gruppe verkauft. Infolge einer Rezession gegen Ende der 1960er Jahre wurde die Flotte durch Verkauf und Abwrackung verkleinert. Danach wurden wieder einige neue Schiffe gebaut. In den 1980er Jahren bestand die Flotte hauptsächlich aus Tankschiffen. 1996 wurde die Reederei Raab Karcher GmbH in den Stinnes-Konzern eingegliedert.

Die Oscar Huber, 1921/22, Seitenrad-Schleppdampfer im Museum der Deutschen Binnenschifffahrt, Teilansicht, © Privatarchiv Andreas Huber, Essen

Der letzte Raddampfschlepper, die Raab Karcher XIV-Oscar Huber liegt in Duisburg als Museumsschiff des Museum der Deutschen Binnenschifffahrt. Namensgeber war Oscar Huber (1881–1957), schwedischer Generalkonsul und Geschäftsführer der Raab Karcher GmbH.